# Glavna cesta 4
Die Glavna cesta 4 (slowenisch für Hauptstraße 4) ist eine Hauptstraße erster Klasse in Slowenien.

## Verlauf
Die Straße zweigt in Dravograd (deutsch: Unterdrauburg) in südöstlicher Richtung von der Glavna cesta 1 ab, lässt nach rund einem Kilometer die Glavna cesta 112 nach Ravne na Koroškem (deutsch: Gutenstein) und zur österreichischen Grenze abzweigen und verläuft über Slovenj Gradec (deutsch: Windischgrätz) und Mislinja (deutsch: Missling) nach Velenje (deutsch: Wöllan). Von dort führt sie zur Anschlussstelle Žalec der Autobahn Avtocesta A1 (Europastraße 59) und endet an der Glavna cesta 5 bei Arja vas zwischen Žalec (deutsch: Sachsenfeld) und Celje (deutsch: Cilli).
Die Länge der Straße beträgt 51,3 km.